# Pontiac Streamliner
El Pontiac Streamliner es un automóvil de tamaño completo que fue producido por Pontiac desde los años 1942 hasta 1951.

## Historia temprana

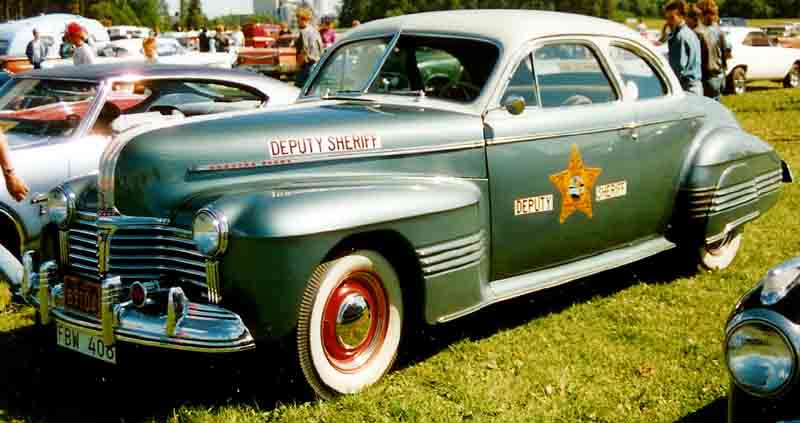
1941 Pontiac Streamliner Torpedo Eight cupé (Plataforma B)

Junto con Oldsmobile, Pontiac tuvo la distinción de incluir en su gama las tres plataformas convencionales de General Motors, pero esto duraría solo un año más. En 1940, Pontiac presentó su primer automóvil con la plataforma B, el Deluxe Series 28 Eight. También en 1940, Pontiac introdujo el Torpedo con la plataforma C. La nueva plataforma C presentaba un estilo "torpedo" de vanguardia. El espacio para los hombros y las caderas era 5 plg (127 mm) más amplio, se eliminaron los estribos y el exterior se simplificó, siendo 2-3 plg (51-76 mm) más bajo. Combinado con una palanca de cambios montada en la columna del volante, se disponía del espacio necesario para alojar con comodidad a seis pasajeros. Estos cambios habían sido claramente influidos por el Cadillac Sixty Special.
En 1941, el cuerpo A y el cuerpo B fueron rediseñados de manera similar. En consecuencia, Pontiac cambió el nombre de toda su línea a "Torpedo", con modelos que iban desde el Deluxe Torpedo de gama baja (con plataforma A y una distancia entre ejes de 119 plg (3023 mm)), el Streamliner Torpedo de nivel medio (con plataforma B y una distancia entre ejes de 122 plg (3099 mm) superior a 2 plg (51 mm) del año anterior) y el Custom Torpedo de alta gama (con plataforma C y la misma distancia entre ejes de 122 plg (3099 mm) que el año anterior).
1941 fue el último año en que Pontiac ofreció un modelo con la plataforma C de GM hasta que aparecieron en 1971 y 1976 los "familiares" Pontiac Safari y Grand Safari, equipados con un gran portón trasero. En 1942, el nombre Torpedo se asignó al Pontiac con plataforma A, mientras que el Streamliner se convirtió en Pontiac con plataforma B.

## 1942-1948

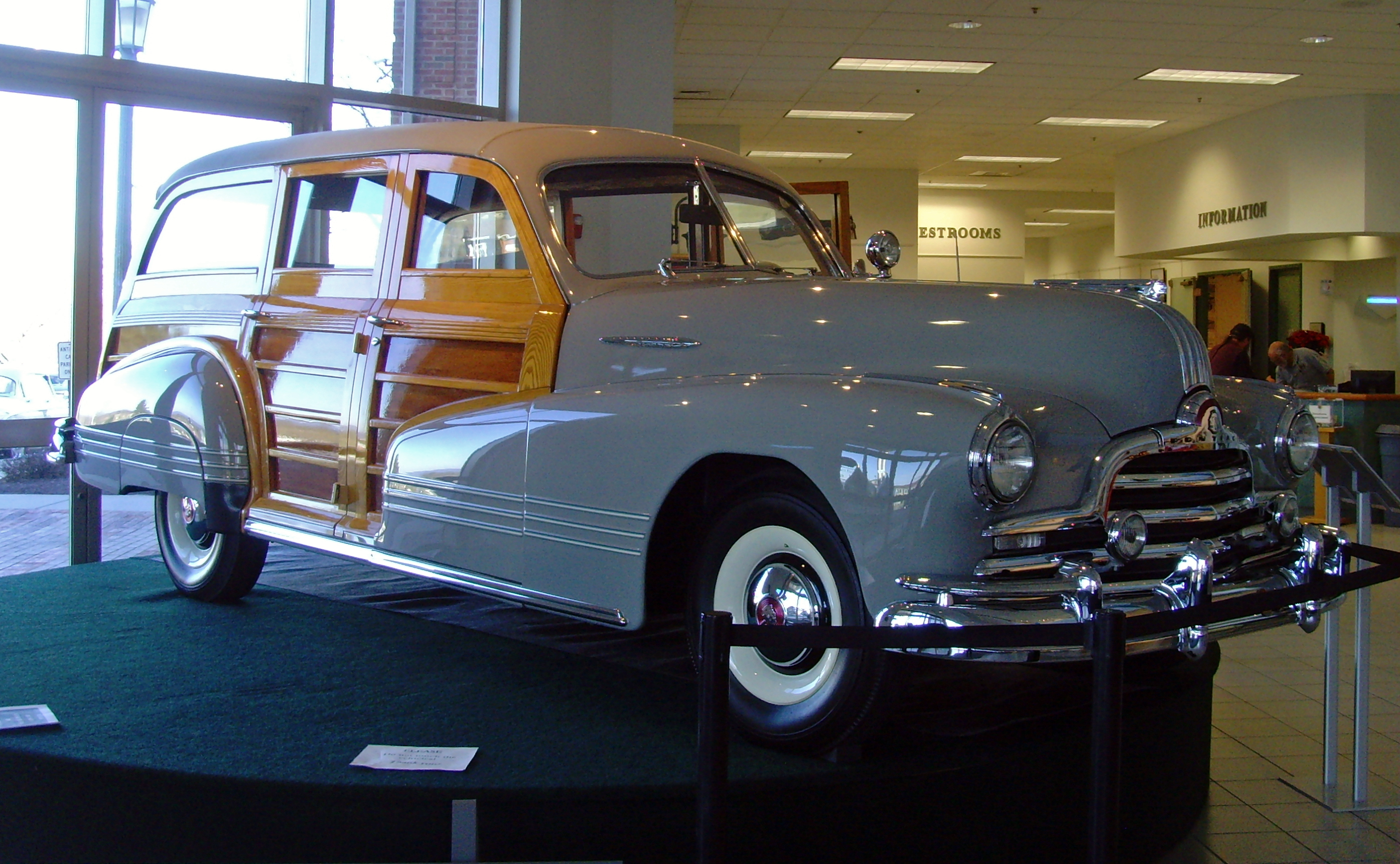
Pontiac Streamliner Familiar (1947)

Los Streamliners utilizaron la plataforma GM B más grande, y a excepción de los familiar, utilizaron el estilo fastback. Los modelos Super de 1941 con apoyabrazos central plegable fueron conocidos como Chieftain en 1942. Todos los Pontiac parecían más bajos, más pesados y más anchos, con la característica extensión del carenado de los guardabarros frontales hacia las puertas delanteras. De forma análoga, el capó se extendía hacia atrás, hasta alcanzar las puertas delanteras. La parrilla, el parachoques y el capó se ensancharon y los faros delanteros estaban más separados. Las luces de estacionamiento horizontales alargadas estaban justo encima de las rejillas laterales verticales. La rejilla central en forma de herradura, tenía barras horizontales y un emblema circular en el centro de la moldura envolvente principal superior. La palabra Pontiac aparecía en las molduras laterales del capó de los modelos de seis cilindros, mientras que las molduras de los autos de ocho cilindros incluían el rótulo Pontiac Eight. Después del 15 de diciembre de 1941, se modificaron algunos detalles, supeditados a las necesidades de la producción de guerra. Todas las piezas previamente cromadas se terminaron con el acabado gris Duco.

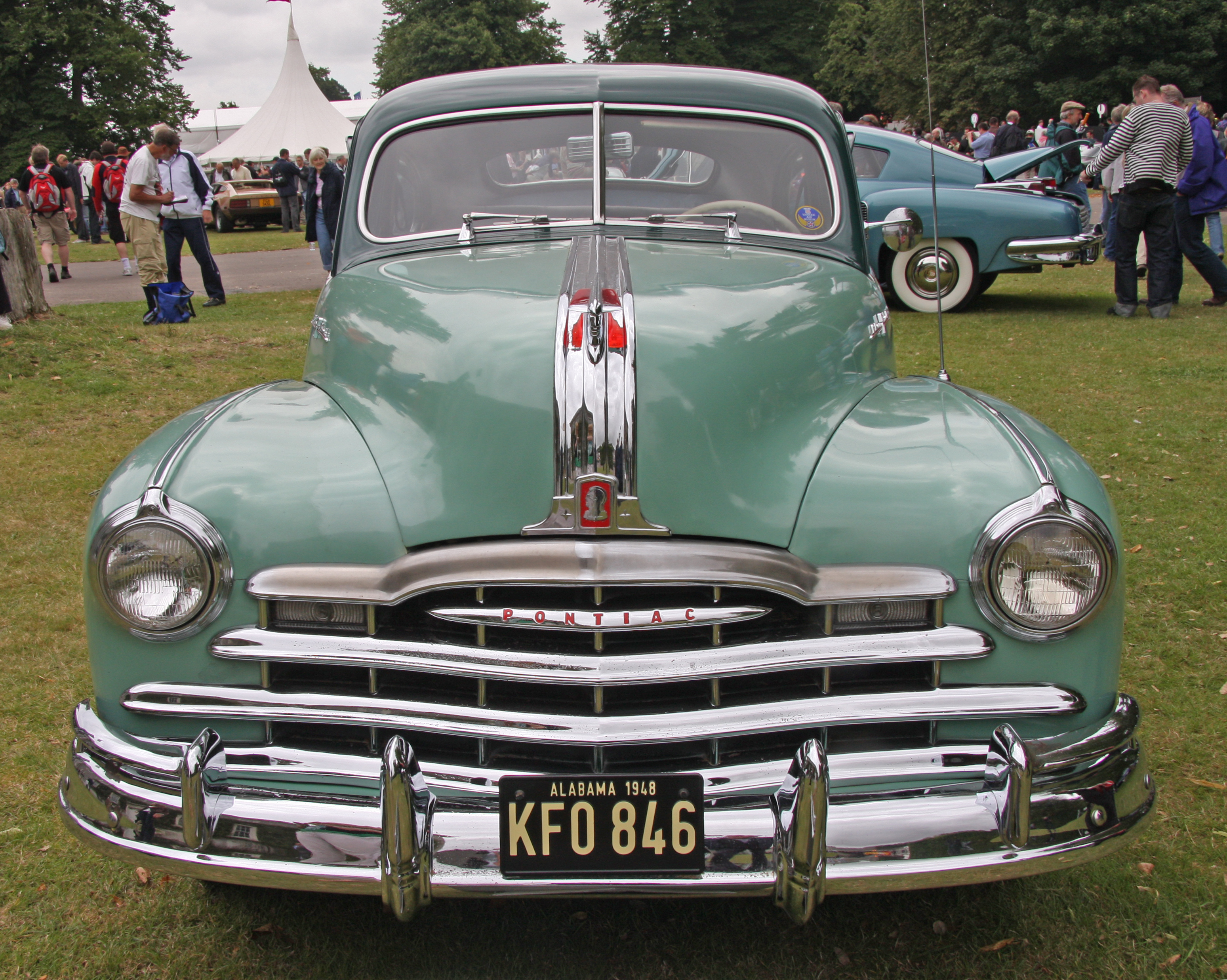
Pontiac Streamliner Deluxe cupé (1948)

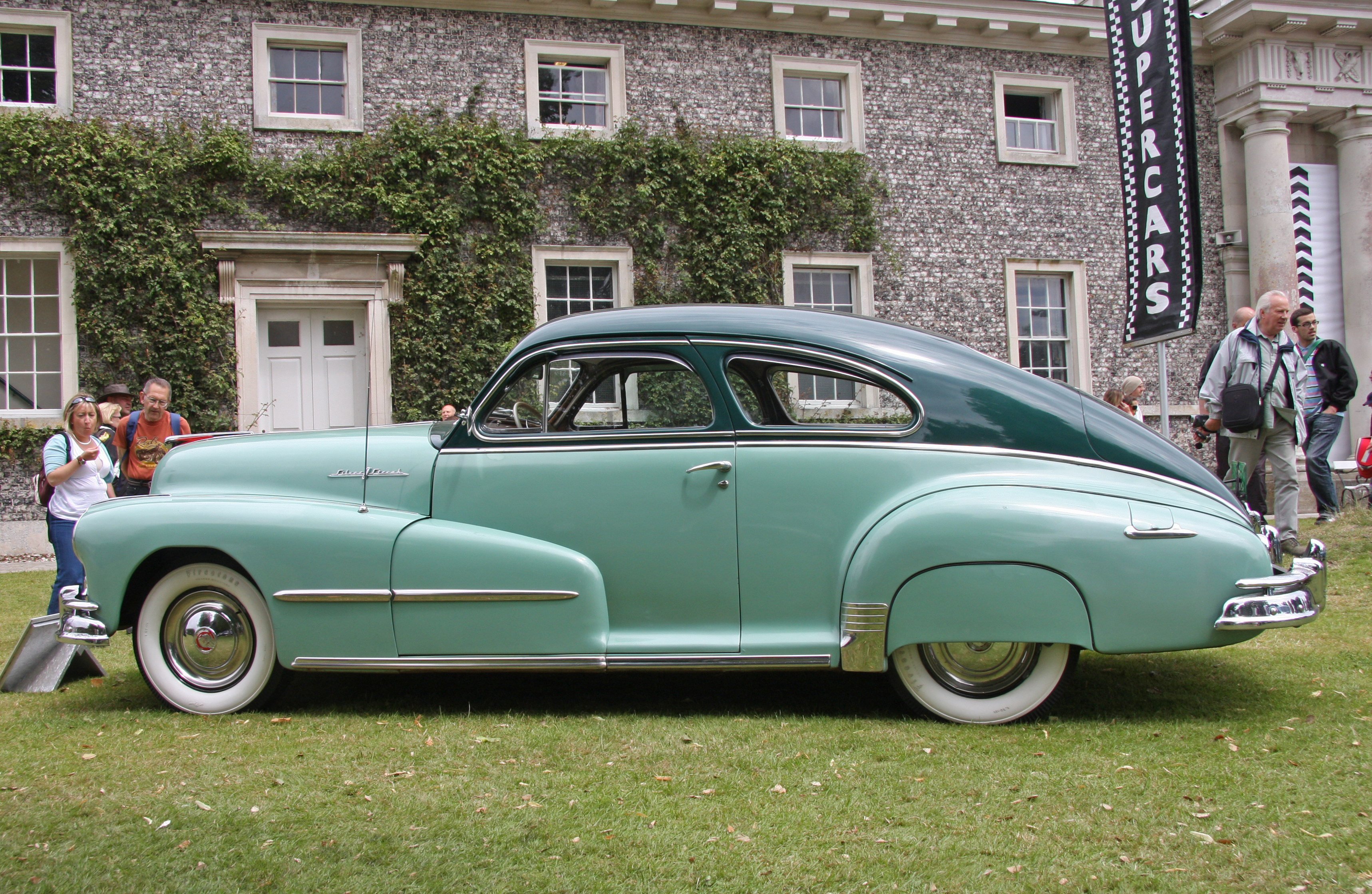
Pontiac Streamliner Deluxe cupé (1948)

Con el final del Pontiac Custom Torpedo con la plataforma C, la producción de camionetas se transfirió a la nueva línea Streamliner. El trabajo de carrocería final continuó realizándose en la Hercules Body Company o en Ionia Manufacturing. El precio de la camioneta Streamliner oscilaba entre 1265 dólares para una base Six, y 1340 dólares para una Chieftain Eight, lo que la convierte en el modelo más caro de Pontiac. Con 215,8 plg (5481 mm) de longitud total, la camioneta Pontiac Streamliner de 1942 también estableció un récord, convirtiéndose en el Pontiac más largo, algo que no se superaría hasta 1959 con el Pontiac Star Chief y el Bonneville.
El primer Pontiac de posguerra disponible (13 de septiembre de 1945) fue el cupé Streamliner, que siguió siendo el único producto disponible durante un tiempo. El nivel de acabado Chieftain de 1942 pasó a llamarse nivel de acabado Deluxe en 1946. Los aspectos más destacados del estilo de los Pontiac fueron los parachoques envolventes, una gran parrilla con 14 barras, nuevas placas de identificación y luces de estacionamiento con luz segura oculta. Los Streamliners se podían identificar por las molduras rectas (con el logo del indio) en el capó trasero, molduras cromadas en la línea de cintura y molduras brillantes "speedline" en las costillas del guardabarros. También tenían molduras de corona del guardabarros delantero más largas y, en general, eran de mayor tamaño. Las letras en los emblemas del capó y las insignias colocadas delante de las molduras externas identificaban a los modelos con ocho cilindros. Los tapizados de los automóviles de pasajeros eran de tela a rayas grises. Las camionetas tenían tres asientos con decoración estándar o dos asientos con adornos Deluxe, y usaban tapicería de cuero de imitación y herrajes interiores del estilo de los turismos. Con un precio que variaba desde 1942 dólares para un Six estándar, hasta los 2047 dólares por un Deluxe Eight, las camionetas Streamliner continuaron siendo el modelo Pontiac más caro. Se vendió un total de 92.731 Streamliners en 1946, lo que representó más de dos tercios de todos los Pontiac.
En 1947 se continuó distinguiendo el modelo "Silver Streak", con cinco bandas de cromo en el capó. Todos los Pontiac tenían rejillas nuevas con cuatro barras horizontales anchas y suavemente arqueadas. Los capós y guardabarros estaban protegidos por unas barras que incorporaban una placa fundida a presión con el relieve de la cabeza india. Los interiores de los sedanes y cupés se rediseñaron con paneles de color beige Berwicke para el tablero y las ventanas. El parabrisas, las puertas y los paneles se terminaron en Autumn Brown. Todos los cupés y sedanes eran fastback, con molduras en las ventanas de bucle completo. Las camionetas Streamliner variaban de precio desde 1992 dólares por una Six estándar, hasta 2111 dólares por una Deluxe Eight, lo que nuevamente la convertía en el modelo más caro de Pontiac. Las ventas de los Streamliners totalizaron 128.660 unidades en 1947, o casi el 56% de todos los Pontiac vendidos.
En 1948, un nuevo diseño de Pontiac incluía "Silver Streaks" triples, un diseño de parrilla horizontal con eje vertical y luces traseras redondas. La palabra "Silver Streak" figuraba a los lados del capó con un "8" entre las dos palabras. Los Streamliners volvieron a ser más grandes y más caros que los otros Pontiac. Todos los Streamliners, ya fuesen fastback de 2 o 4 puertas, o camionetas, venían con acabado de serie o Deluxe. Los modelos Deluxe se distinguieron por las molduras en los guardabarros delanteros, protectores contra impactos de grava y tapacubos de rueda cromados en todos los modelos, excepto en los familiares. Los interiores del Deluxe tenían adornos de dos tonos con respaldos, molduras de ventana y tablero de caoba aserrada en un cuarto, relojes, guantera con iluminación, volantes de lujo y otros detalles exclusivos. Las camionetas Standard Streamliner tenían asientos de imitación de cuero color canela y las camionetas Deluxe disponían de un tapizado rojo del mismo tipo. Los precios de las camionetas oscilaban entre 2364 dólares para un Six estándar y 2490 dólares para un Deluxe Eight, siendo el modelo más caro de Pontiac hasta entonces. En 1948 se vendieron 160.857 Streamliners, lo que representaba casi el 66% de todos los Pontiac.
Quizás la historia más importante de 1948 para Pontiac fue la adición de la transmisión automática Hydramatic como una opción. A partir de 1948, solo General Motors vendía automóviles completos con transmisión automática y la única otra forma de obtener uno era comprar un Cadillac, Buick o Oldsmobile de mayor precio. Chevrolet no introduciría el sistema Powerglide hasta 1950, Ford Motor Company el FordoMatic hasta 1951 (Lincoln comenzaría a comprar transmisiones Hydramatic a GM en 1949), y Chrysler no dispuso del PowerFlite en el Imperial hasta 1953. La transmisión Hydramatic resultó muy popular, con un total de 171.946 Pontiac vendidos con este sistema, alrededor del 71% de todos los Pontiac, y con 122.327 Streamliners equipados con él, o alrededor del 76% de todos ellos en su primer año. Dado que el sistema Hydramatic solo era opcional en Cadillac y Oldsmobile, y el Dynaflow opcional en el Buick Roadmaster, dadas las ventas totales de Cadillac (50.619), Oldsmobile (173.661) y Buick Roadmaster (80.071), y el hecho de que el sistema Dynaflow solo se introdujo a mediados de año, esto implica que probablemente más del 40% de todos los coches vendidos con transmisión automática en 1948 eran Pontiac.

## 1949-1951

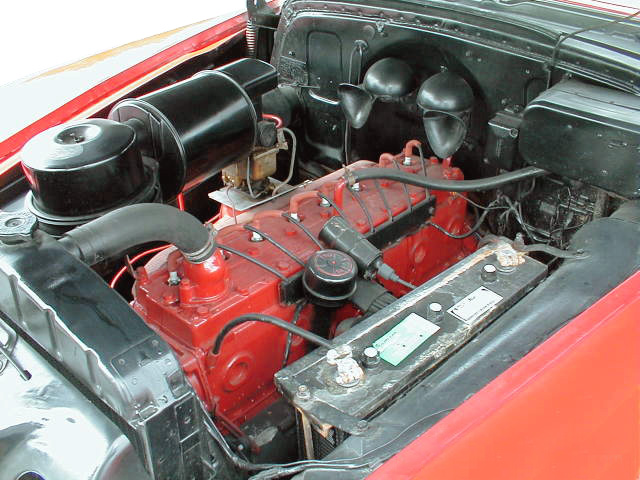
Streamliner con motor Silver-Streak Eight (1950)

Los Pontiac de 1949 presentaban elegantes carrocerías envolventes, de baja altura sobre la calzada. Los cupés y sedanes Streamliner utilizaron un diseño fastback sobre la plataforma B de GM. El modelo familiar siguió formando parte de la línea Streamliner. Todos estos coches se suministraban como estándar o como Deluxe. Las camionetas y otros modelos estándar tenían tapacubos pequeños. Los cupés, sedanes y familiares estándar se caracterizaban por la ausencia de molduras en la línea de cintura junto con el uso de protectores de goma contra impactos de grava y aros de los faros pintados. Los Deluxe tenían molduras en la línea de cintura, protectores contra impactos de grava cromados y los aros de los faros con chapa brillante. Se volvió a reeditar el estilo Silver Streak, con las letras del rótulo Silver Streak se colocadas sobre los guardabarros delantero en los Deluxe y en su parte alta en los estándar. Los modelos con motor de ocho cilindros tenían el número "8" entre las dos palabras. La mayoría de los modelos estándar tenían tapicería de tela con patrón de rayas grises. La mayoría de los Deluxe incluían adornos de paño gris oscuro. Los familiares se equiparon como en series anteriores, excepto que solo se utilizó cuero de imitación en la gama estándar. 1949 fue el último año de las carrocerías adornadas con madera, ya que la producción se trasladó a camionetas totalmente metálicas con adornos de madera veteada durante aquel año. Las camionetas Streamliner continuaron siendo el modelo Pontiac más caro, con un precio que oscilaba entre los 2543 dólares de la Six estándar y los 2690 dólares de la Deluxe Eight.
Los Pontiac de 1950 utilizaron las populares carrocerías envolventes de 1949, con algunos adornos y detalles revisados. La barra de la parrilla central horizontal ahora envolvía las esquinas de la carrocería. Los Deluxe tenían cromados en una banda de la carrocería cromada, en los tapacubos y en los aros de los faros, y protectores contra impactos de grava de acero inoxidable. Los modelos con motores de ocho cilindros tenían un "8" entre las palabras "Silver" y "Strike". Los Streamliners (excepto las camionetas y los camiones de reparto sedán) estaban diseñados con estilo fastback. El precio de las camionetas Streamliner quedó entre 2264 dólares para una Six estándar y 2411 dólares para una Deluxe Eight, debido al hecho de que la construcción totalmente metálica no requería que el trabajo final se hiciera en la Hercules Body Company o en Iona Manufacturing. Sin embargo, la camioneta Streamliner siguieron siendo el modelo Pontiac más caro.
El Pontiac Silver Anniversary ("Aniversario de Plata") de 1951 celebraba 25 años de ingeniería avanzada. Incorporó una rejilla en forma de ala, y mantuvo el tema Silver Streak. Los Streamliners volvieron a utilizar la plataforma B con carrocerías fastback con su parte trasera inclinada en los cupés. Los Deluxe tenían una tira a cada lado de la carrocería, protectores contra grava brillantes y aros en los faros, todos ellos cromados. Las molduras de la línea de cintura en todos los automóviles de pasajeros Deluxe (no en las camionetas) se ajustaban al perfil de las puertas. Las molduras de banda estándar eran rectas. Se usó una placa con el texto Pontiac" en la Serie 25 Six y 27 Eight, con una escritura diferente para el Pontiac Eight. En su último año, la camioneta Streamliner siguió siendo el modelo más caro de Pontiac, con un precio que oscilaba entre los 2470 dólares para una Six estándar y los 2629 dólares por una Deluxe Eight. Las operaciones de la sede de Pontiac en la planta de Pontiac (Míchigan), fueron responsables del 49,2% de todos los Pontiac construidos en 1951.
Con la desaparición del Streamliner, 1951 sería la última vez que Pontiac ofreció un automóvil sobre la plataforma B hasta 1959.